# Aljaksej Kaljužny
Aljaksej Mikalaevič Kaljužny (in bielorusso Аляксей Мікалаевіч Калюжны?; Minsk, 13 giugno 1977) è un hockeista su ghiaccio bielorusso.